# Hebrew Reali School
La Hebrew Reali School di Haifa (Ebraico בית הספר הריאלי העברי בחיפה), (nota semplicemente come Reali School o Beit Hasefer Hareali) sita a Haifa (Israele), è uno dei più antichi istituti privati d'insegnamento del Paese.
La Reali school fu fondata da Arthur Biram nel 1913, prima dello scoppio della prima guerra mondiale. A quel tempo, l'Yishuv, o comunità ebraica pre-statuale in Palestina, era impegnata in un dibattito riguardante la lingua da usare nelle scuole ebraiche palestinesi. Quando fu deciso che lo studio delle scienze sarebbe avvenuto usando il tedesco, Biram rispose fondando la Hebrew Reali School.
La prima sezione della scuola fu inaugurata a Hadar, nella periferia di Haifa. Nel 1923, la scuola si trasferì in un edificio del vecchio campus del Technion che era stato in origine un ospedale militare britannico.

## Sezioni
Oggi la scuola ha sette sezioni: Yesod Hadar (scuola elementare);  Tichon Hadar (medie inferiori);  Yesod Ahuza (scuola elementare);  Tichon Ahuza (medie inferiori);  Tichon Merkaz (scuola elementare e media);  Tichon Bet Biram (media superiore). Nel 1953, un convitto militare è stato istituito presso la Tichon Bet Biram.